# Santu Mofokeng
Santu Mofokeng (* 19. Oktober 1956 in Newclare, Johannesburg; † 26. Januar 2020 in Johannesburg) war ein südafrikanischer Fotograf.

## Leben
Mofokeng wurde in Newclare geboren, ein Wohngebiet (siehe Western Area Township) mit überwiegend schwarzer Bevölkerung, das am westlichen Rand der Kernstadt Johannesburg lag und deren Einwohner zwischen 1954 und 1956 zwangsumgesiedelt wurden. Daher wuchs er in einem westlich und damals außerhalb von Johannesburg gelegenen Township auf, das zunächst Orlando hieß und 1963 Teil von Soweto wurde. Er begann seine Karriere in den 1970er Jahren in Soweto als Straßenfotograf und machte unter anderem Fotos von Familie und Freunden. Er erlernte das Fotografieren bei David Goldblatt. 1981 stellte ihn die afrikaanssprachige Tageszeitung Beeld als Laborassistenten ein. Ein Jahr später arbeitete er für die Industriekammer für Bergwerke (Chamber of Mines). 1983 wurde er Mitglied in der Vereinigung Afrapix, einer kleinen Gruppe Fotografen, die verschiedenen Bevölkerungsgruppen angehörten und die Apartheid ablehnten. Gleichzeitig schrieb er Fotoreportagen für die Zeitschrift New Nation. Es entstanden Projekte wie Fictional Biography oder Train Church über religiöse Rituale.
1988 wurde er wissenschaftlicher Mitarbeiter und Fotograf des Instituts für Afrikanische Studien der Witwatersrand-Universität. 1990 hatte er seine erste Ausstellung (Like Shifting Sand) in den Market Galleries in Johannesburg. Für die ausgestellten Arbeiten erhielt er 1991 das erste Ernest-Cole-Stipendium, das ihm einen Studienaufenthalt in New York City am International Center of Photography in Manhattan ermöglichte. 1996 stellte er seinen Foto-Essay Chasing Shadows fertig, der anschließend auf drei Kontinenten gezeigt wurde.
2013 gestaltete Mofokeng neben Ai Weiwei, Romuald Karmakar und Dayanita Singh den deutschen Pavillon auf der 55. Biennale di Venezia.

## Preise und Auszeichnungen
- 1991: Ernest Cole Scholarship des International Center of Photography, New York City, USA.
- 1992: Mother Jones Award for Africa, San Francisco, USA.
- 1998: Künstlerhäuser-Worpswede-Stipendium, Worpswede.
- 1999: DAADstipendium, ebenfalls für Worpswede.
- 1999: Les Ateliers de l’image, Marseille.
- 2001: Stipendium Berliner Künstlerprogramm des DAAD.
- 2007: Ruth First Fellowship der Witwatersrand-Universität, Johannesburg.
- 2009: Prinz-Claus-Preis, Amsterdam.

## Ausstellungen

### Einzelausstellungen
- 1997: Chasing Shadows, Gertrude Posel Gallery an der Witwatersrand-Universität.
- 1998: Lunarscapes, Nederlands Foto Instituut, Rotterdam, Niederlande.
- 2006: Invoice, Iziko Südafrikanische Nationalgalerie, Kapstadt, Südafrika.
- 2007: Invoice, StandardBank Art Gallery, Johannesburg.
- 2008: Homeland Security, Johannesburg Art Gallery, Johannesburg.
- 2010: Let’s Talk, Arts on Main, Johannesburg.
- 2010: Remaining Past, Minshar Art Institute, Tel Aviv, Israel.
- 2011: Chasing Shadows, Jeu de Paume, Paris; danach: Kunsthalle Bern. Katalog.

### Gemeinschaftsausstellungen
- 2002: Documenta11, Kassel.
- 2007: 52. Biennale di Venezia.
- 2011: Events of the Self: Portraiture and Social Identity, The Walther Collection, Neu-Ulm.
- 2011: Figures and Fictions: Contemporary South African Photography, Victoria and Albert Museum, London, England.
- 2013: This Is Our Land: 100 Year Commemoration of the 1913 Land Act, Südafrikanische Nationalgalerie, Kapstadt.
- 2022: Aus Südafrika, Kunsthaus Göttingen.